# Harvey Danger
Harvey Danger est un groupe de rock alternatif américain, originaire de Seattle, dans l'État de Washington. Formé en 1992, il est découvert en 1998 avec le single à succès Flagpole Sitta. Après avoir sombré dans l'oubli et avoir fait une pause de cinq années, le groupe effectue un retour fin 2005 avec un troisième album. Finalement, le groupe se sépare définitivement en 2009 avec comme cadeau d'adieu, une tournée et une dernière séance d'enregistrement avec la chanson The Show Must Not Go On.

## Biographie

### Débuts (1992–1996)
Harvey Danger est formé en 1992 par Jeff J. Lin et Aaron Huffman, deux camarades de classe à l'Université de Washington. Le duo entreprend de jouer dans des fêtes et dans quelques bars de la ville, en utilisant comme nom un graffiti aperçu sur un mur de l'Université. Evan Sult acceptera leur invitation à joindre le groupe, et ce malgré son manque d'expérience à la batterie. Il convaincra un camarade de classe, Sean Nelson, de devenir le chanteur d'Harvey Danger en 1993.
Le premier concert de Harvey Danger a lieu le 21 avril 1994 alors que deux des quatre musiciens, Nelson et Sult, ont moins de 21 ans, l'âge légal pour fréquenter les bars dans l'État de Washington. Ils ne sont admis qu'au moment de monter sur scène.
Une première démo, incluant six chansons, est enregistré en 1995 et vendu pour trois dollars pendant les concerts. Ce sera en 1996, alors que trois des quatre membres du groupe sont au chômage, que Harvey Danger commencera à s'impliquer davantage dans leur musique. Il enregistrera une nouvelle démo de trois chansons, avec aux consoles un producteur du nom de John Goodmanson. Greg Glover, stagiaire chez London Records, se montre très intéressé et propose de faire paraître un maxi. Harvey Danger enregistre donc trois nouvelles pièces, dont Flagpole Sitta. Quelques mois plus tard, un premier album complet est en chantier.

### Succès commercial (1997–1998)
Le premier album, Where Have All the Merrymakers Gone? parait en juillet 1997, et reçoit de bonnes critiques. Malgré un certain succès sur les radios collégiales, Harvey Danger envisage de se séparer à la fin de l'année, faisant même une pause en janvier 1998 pour réfléchir à l'avenir du groupe. Juste auparavant, Nelson remet à un DJ d'une station rock de Seattle, KNDD, une copie de l'album. Flagpole Sitta devient rapidement une des chansons les plus demandées sur les ondes de cette station, et l'influente radio modern rock de Los Angeles, KROQ, emboîte le pas et le single sera progressivement diffusé à travers le pays.
Harvey Danger signe sur Slash/London Records, à l'initiative de Greg Glover, maintenant employé régulier de la compagnie de disques. Flagpole Sitta atteint la première position de plusieurs palmarès radio, entre au Top 40 du Billboard et le clip tourne en rotation régulière sur MTV et VH1. La chanson pourra aussi être entendue dans quelques films, dont la comédie à succès American Pie. Le chanteur Sean Nelson a déjà exprimé son regret de ne pas avoir vendu les droits de la chanson pour davantage de films et de publicités lorsqu'il en avait l'occasion. Le groupe est en tournée intensive de mars à décembre 1998. Le second extrait de Where Have All the Merrymakers Gone?, Private Helicopter, parait à l'automne. À la fin de l'année, le quatuor entre en studio.

### King James Version(1999–2001)
Harvey Danger sombre dans l'oubli rapidement après l'énorme succès de Flagpole Sitta. Enregistré en trois semaines, en mars 1999, dans un studio de Woodstock, New York, puis mixé à Seattle et Los Angeles, la sortie du second album, King James Version, est repoussé à la suite d'une série de fusions et de transactions entre différentes compagnies de disques. Après avoir tenté de sortir l'album sur le label indépendant Barsuk Records, ce qui échouera en raison de considérations légales, et avoir vu une tournée avec The Pretenders être avorté en raison du manque de support de la compagnie de disques, King James Version est finalement lancé par London/Sire Records le 12 septembre 2000. Malgré des critiques positives, l'album est un échec commercial et le premier extrait, Sad Sweetheart of the Rodeo, passe inaperçu.
Harvey Danger donne son dernier spectacle le 21 avril 2001 à Portland, Oregon, sept ans jour pour jour après son tout premier concert,.

### Pause (2001–2003)
Après la séparation du groupe, Jeff Lin retourne aux études. Evan Sult emménage à Chicago et se joint à un groupe du nom de Bound Stems. Aaron Huffman forme le groupe Love Hotel. Sean Nelson part en tournée avec la formation The Long Winters et travaille sur du matériel solo, ce qui inclut à l'occasion des collaborations avec Lin et Huffman, mais rien qui ne verra véritablement le jour. Nilson sera aussi pigiste pour l'hebdomadaire alternatif The Stranger, à Seattle, en plus de travailler chez Barsuk Records et comme DJ à la station de radio KEXP-FM.

### Retour et séparation (2004–2009)
Au début de 2004, Nilson, Huffman et Lin entrent en studio en compagnie de Ira Elliot, batteur de Nada Surf. Earl Sult ne désire pas quitter Chicago et revenir dans le groupe, mais il donne sa bénédiction au nouveau projet. Le 21 avril 2004, dix ans exactement après le premier concert, Harvey Danger remonte sur la scène du Crocodile Cafe, le club où ils jouaient fréquemment à leurs débuts. Nada Surf assure la première partie et Elliott est à la batterie. À la fin de l'année, Harvey Danger lance un maxi: Sometimes You Have to Work on Christmas (Sometimes).
En mars 2005, Harvey Danger entre en studio pour l'enregistrement d'un troisième album, avec John Goodmanson de retour derrière les consoles, accompagné de Steve Fisk, un producteur de Seattle ayant travaillé par le passé avec Nirvana, Soundgarden et Screaming Trees. Michael Welke devient le batteur officiel du groupe. Le nouveau disque, Little by Little..., paraît sur Phonographic Records le 13 septembre 2005, cinq ans et une journée après King James Version. Dans les semaines qui suivent, Little by Little sera disponible par téléchargement, d'abord via BitTorrent, ensuite sur le site officiel du groupe. À cette période, il est téléchargé plus de 100 000 fois. L'album es accueilli de manière mitigée par la presse spécialisée,.
Le 28 mai 2009, le groupe annonce sa séparation et la fin définitive d'Harvey Danger d'un commun accord. Après 15 années d'aventure. L'ultime titre, The Show Must Not Go On, enregistré après la tournée d'adieu, est disponible gratuitement sur le site officiel d'Harvey Danger. En 2011, Harvey Danger publie The Dead Sea Scrolls, une collection de face B.

## Membres

### Derniers membres
- Sean Nelson – chant (1993–2001, 2004-2009)
- Jeff J. Lin – guitare, piano, violon (1992–2001, 2004-2009)
- Aaron Huffman – basse, guitare (1992–2001, 2004-2009)
- Michael Welke – batterie (2004–2009)

### Anciens membres
- Evan Sult – batterie (1993–2001)
- Mike Squires – guitare (2000–2001)
- John Roderick – claviers (2000–2001)

## Discographie

### Albums studio
- 1997 : Where Have All The Merrymakers Gone?
- 2001 : King James Version
- 2005 : Little by Little...

### EP
- 2000 : Harvey Danger
- 2004 : Sometimes You Have to Work on Christmas (Sometimes)
- 2005 : Cream and Bastards Rise
- 2006 : Little Round Mirrors